# 슈퍼특급 마징가 7
《슈퍼특급 마징가 7》은 한국에서 제작된 이규홍 감독의 1983년 애니메이션, 가족, SF 영화이다.

## 스태프
오프닝 크레딧
- 제작・최덕수
- 기획・하건호
- 각본・임웅순
- 총지휘・안봉식
- 음악・정민섭
- 노래・정여진, 별셋 (언급되지 않음)
- 현상・영화진흥공사 (현·영화진흥위원회)
- 녹음・청맥녹음실
- 편집・이경자
- 감독・이규홍

엔딩 크레딧
- 원화：김경관
- 작감：김중호
- 동화：홍정표, 장동천, 박신애
- 선화：유인호
- 채화：신미경, 안지영, 이복희
- 배경：국헌주
- 특수효과：배상준 (「배상중」명의)
- 촬영：임솔
- 촬영보：이수진
- 진행：김순덕, 김성한

## 같이 보기
- 마징가 Z[1]
- 역전 잇파츠맨
- 우주전함 야마토
- 기동전사 건담
- 백수왕 고라이온[2]
- 용자 라이딘
- 은하철도 999